# 莱佩尔克
莱佩尔克（法語：Les Perques，法語發音：[le pɛʁk]）是法国芒什省的一个旧市镇，属于瑟堡区。2016年，莱佩尔克与临近的5个市镇合并为新市镇科唐坦地区布里克贝克。

## 地理
莱佩尔克（49°26'43"N, 1°39'29"W）面积4.85 平方千米，位于法国诺曼底大区芒什省，该省份为法国西北部沿海省份，西、北、东北三面环大西洋，东起顺时针与卡爾瓦多斯省、奧恩省、马耶讷省和伊勒-维莱讷省接壤。
与莱佩尔克接壤的市镇（或旧市镇、城区）包括：布里克贝克、科唐坦地区布里克贝克、圣雅克德内乌、博蒙地区索尔托斯维尔、勒瓦尔代西、勒弗雷托。

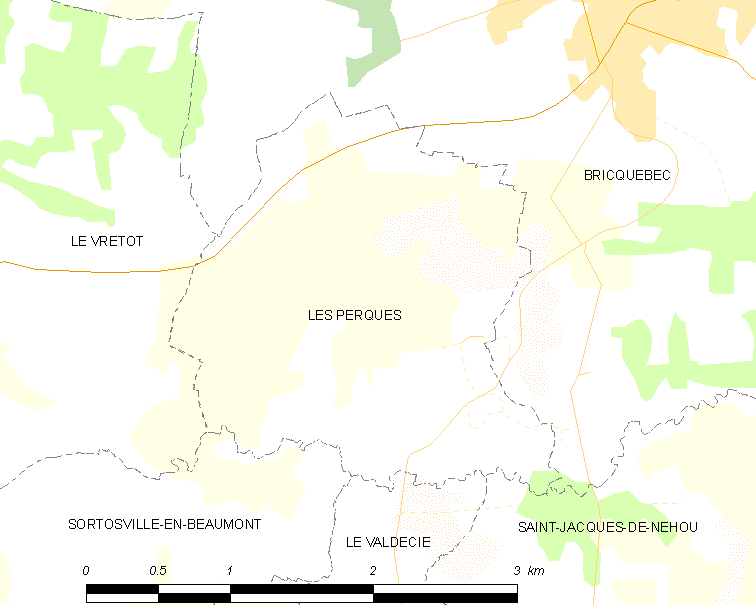
莱佩尔克的OSM定位图

莱佩尔克的时区为UTC+01:00、UTC+02:00（夏令时）。

## 行政
莱佩尔克的邮政编码为50260，INSEE市镇编码为50396。

## 政治
莱佩尔克所属的省级选区为科唐坦地区布里克贝克县。

## 人口

1962-2008年间莱佩尔克人口变化图示

莱佩尔克于2018年1月1日时的人口数量为206人。